# Plac Bohaterów Getta we Wrocławiu

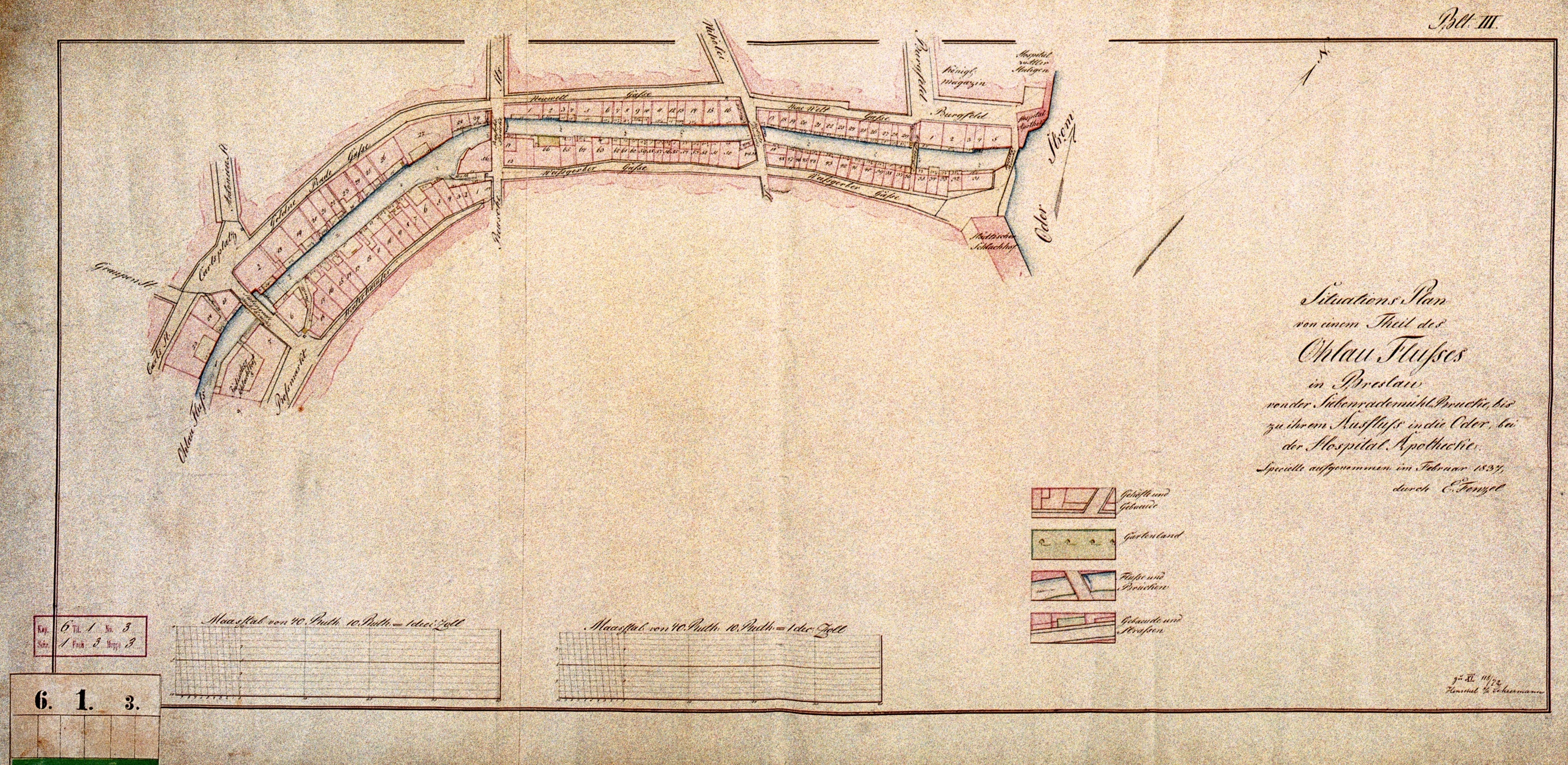
Carlsplatz na mapie z 1837 (po lewej) przedstawiającej fragment Czarnej Oławy

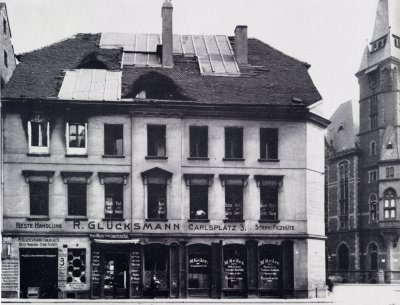
Dom nr 3 przy Carlsplatz, w którym mieściła się Synagoga Bialska

Plac Bohaterów Getta – jeden z placów Starego Miasta we Wrocławiu, obecnie zachowany w szczątkowej postaci.

## Nazwa
Plac Bohaterów Getta w swojej historii kilkakrotnie zmieniał nazwę, po raz pierwszy wzmiankowany był jako Judenplatz czyli plac Żydowski, w roku 1824. W okresie porządkowania przez radę miejską nazewnictwa ulic i numeracji domów w mieście nadano mu nazwę Carlsplatz – plac Karola na cześć cesarza Karola IV, było to więc nawiązanie do nazwy sąsiedniej ulicy Carlsstrasse, dzisiejszej Kazimierza Wielkiego, pod koniec XIX wieku zmieniono sposób pisania nazwy i zamiast litery „C” zaczęto używać „K”. Kolejna zmiana nazwy miała miejsce w roku 1929, w dniu 30 kwietnia nazwę placu przemianowano na Lassalleplatz dla uczczenia pamięci Ferdynanda Lassalle’a - założyciela niemieckiej socjaldemokracji, który urodził się przy tym placu w roku 1825 w domu pod numerem 2. Ta nazwa nie utrzymała się zbyt długo, gdyż wkrótce po objęciu władzy w Niemczech przez nazistów plac powrócił do starej nazwy Karlsplatz, miało to miejsce w dniu 31 marca 1933 r. W 1945, gdy Wrocław znalazł się w granicach Polski zarząd miasta nadał placu polską nazwę nawiązującą do jej najstarszej historycznej postaci – plac Żydowski, jednak już w roku następnym w dniu trzeciej rocznicy powstania w getcie warszawskim – 19 kwietnia plac Żydowski przemianowano na plac Bohaterów Getta, która to nazwa obowiązuje do dziś.

## Położenie
Pierwotnie plac Bohaterów Getta usytuowany w miejscu wewnętrznej linii murów miejskich był węzłem, w którym łączyło się kilka ulic i zaułków Starego Miasta: Kazimierza Wielkiego, Krupnicza, św. Antoniego, Złote Koło, Białoskórnicza, Psie Budy i Szajnochy, a po zasypaniu w roku 1866 Czarnej Oławy łączyły się ze sobą jeszcze dwie ulice powstałe w jej miejscu – Zaułek Ruski i ulica Siedmiu Kół. W połowie lat 70 XX wieku, po wybudowaniu Trasy W-Z większość powierzchni placu zajęły dwie jezdnie i torowisko tramwajowe, zachowała się jedynie północna jego część łącząca ulice Szajnochy i Psie Budy.

## Historia
Przez większą część swojej historii plac Bohaterów Getta był wąskim skrawkiem ziemi pomiędzy zabudowaniami wspomnianych wyżej sąsiednich ulic, w jego wschodniej części znajdował się Młyn Siedmiu Kół. Plac nie posiadał wówczas swojej własnej nazwy a domy znajdujące się w jego otoczeniu wiązano z pobliskimi ulicami i zaułkami. W roku 1744 król pruski Fryderyk II Wielki, który trzy lata wcześniej włączył Śląsk wraz z Wrocławiem do swego państwa, wydał specjalny dekret regulujący sprawy żydowskie w mieście, była w nim mowa min. o czterech zajazdach w których przybywający do Wrocławia kupcy żydowscy mogli się zatrzymywać, były to Pokoyhof, Zajazd Pod Złotym Jelonkiem, Zajazd Pod Złotym Kołem i Szkoła Szermiercza. Wszystkie te zajazdy mieściły się przy ulicach bezpośrednio sąsiadujących z placem, toteż stał się on wkrótce skupiskiem wrocławskich i przyjezdnych Żydów. Właśnie w czasach Fryderyka II powstała pierwsza nazwa placu – Judenplatz.
Po zburzeniu Młyna Siedmiu Kół w roku 1814, w jego miejscu powstały kolejne domy mieszkalne. W roku 1825 domom przy ówczesnym placu Karola nadano numery. Numerem 1 oznaczono kamienicę na rogu ulicy Psie Budy, dalej przeciwnie do ruchu wskazówek zegara oznaczono kolejnych pięć domów, ostatni – z numerem 6 stał w miejscu gdzie plac styka się z dzisiejszą ulicą Krupniczą. W XIX wieku plac Karola był ciągle znaczącym ośrodkiem życia religijnego i gospodarczego Żydów, w domu nr 3 mieściła się w latach 1832-1892 Synagoga Bialska. Pod koniec tegoż stulecia wyburzono część domów, dzięki czemu powierzchnia placu się zwiększyła. W latach 1887-91 we wschodniej części placu przy narożniku ulicy Szajnochy wzniesiono okazały gmach miejskiej kasy oszczędności i biblioteki miejskiej według projektu Richarda Plüddemanna, dzisiaj mieści się w nim Biblioteka Uniwersytecka.
Zabudowa placu nie przetrwała II wojny światowej, nie zachował się żaden z budynków mieszkalnych i od tej pory plac Bohaterów Getta nie posiada żadnych punktów adresowych. W dniu 19 kwietnia 1963 r. z okazji obchodów dwudziestej rocznicy powstania w getcie warszawskim w centralnej części placu uroczyście odsłonięto pomnik poświęcony pamięci powstańców walczących w getcie. Pomnik ma bardzo prosta formę, tworzą go granitowa ścina z napisem 1943 kwiecień 1963 oraz leżąca przed nią płyta z napisem w języku polskim i jidysz o treści Bojownikom Getta Warszawskiego, bojownikom za naszą i waszą wolność, społeczeństwo Wrocławia. Projekt pomnika opracowali wrocławscy działacze Towarzystwa Społeczno-Kulturalnego Żydów. W czasie budowy Trasy W-Z w latach siedemdziesiątych XX w. powierzchnia placu Bohaterów Getta znacznie się zmniejszyła, została zredukowana praktycznie do postaci niewielkiego skweru i deptaka pomiędzy budynkiem Biblioteki Uniwersyteckiej a kamienicami ulicy Psie Budy. Zmniejszenie powierzchni placu wiązało się też z koniecznością przeniesienia pomnika, znajduje się on dziś pośrodku skweru obok kamienicy Psie Budy 18-19.